# Dahlia Ravikovitch
Dahlia Ravikovitch (in ebraico דליה רביקוביץ‎?) (Ramat Gan, 17 novembre 1936 – Tel Aviv, 21 agosto 2005) è stata una poetessa e attivista israeliana.
Nel 1998 vinse il Premio Israele per la letteratura, venendo definita dalla commissione "uno dei principali pilastri della poesia in ebraico".

## Biografia
Dahlia Ravikovitch nacque sotto il Mandato britannico della Palestina da Levi Ravikovitch, ebreo di origini russe, e Michal Houminier, proveniente da Rehovot. Nel 1942 si aggiunsero alla famiglia i gemelli Ahikam e Amiram. Nello stesso anno il padre perse la vita a causa di un incidente stradale e la famiglia si trasferì nel Kibbutz Geva, dove la madre successivamente si risposò.
All'età di 13 anni Ravikovitch decise di abbandonare il kibbutz, insofferente del tipo di vita che vi si conduceva, e passò gli anni successivi in affidamento presso diverse famiglie nella città di Haifa.  Iniziò a scrivere poesie durante il servizio di leva obbligatoria e si laureò in lingua e letteratura ebraica all'Università Ebraica di Gerusalemme negli anni '50.
Durante la sua vita lavorò come critica letteraria, traduttrice e insegnante. Dal 1959 in poi pubblicò otto libri di poesie, tre raccolte di racconti e svariate traduzioni di classici per l'infanzia e poesia in lingua inglese. Accanto all'impegno letterario, Ravikovitch fu anche un'attivista politica, partecipando a diverse proteste contro l'occupazione della Palestina e criticando pubblicamente l'oppressione del popolo palestinese a opera del governo israeliano.
Il primo maggio del 1987 prende parte al festival di poesia intitolato Poeti del Mediterraneo per la Pace, organizzato dal periodico culturale "Collettivo R" e dalla Provincia di Firenze. La manifestazione ha luogo nella Villa Demidoff, a Pratolino. Vi prendono parte il massimo poeta palestinese Mahmoud Darwish, l'egiziano Ahmed A.Hegasi, il catalano José Aiugustin Goytisolo il greco Apostolatos, il veneziano Ferruccio Brugnaro e l'italiano di Jugoslavia Alessandro Damiani.
Nel 2000 l'Università di Haifa le attribuì una laurea honoris causa in filosofia "in riconoscimento della sua poesia, scritta con grande bellezza e sensibilità; e per la sua lotta coraggiosa e determinata a favore dei diritti e della dignità degli esseri umani".
Nell'agosto del 2005 il corpo senza vita della poetessa fu trovato nella sua abitazione a Tel Aviv. Ravikovitch soffrì di attacchi depressivi lungo tutto il corso della sua vita e per questo motivo alcuni avanzarono l'ipotesi di un suicidio. Tuttavia, non vennero trovate prove sufficienti a sostegno di questa tesi.

## Opere
(In ebraico)
- L'amore della mela d'oro, 1959
- Un difficile inverno, 1964
- Il terzo libro, 1969
- Tutti i tuoi flutti e le tue onde, 1972
- Vero amore, 1987
- Madre di bambino, 1992
- Molte acque, 2006

In italiano si possono leggere alcune sue opere nella raccolta Poeti Israeliani curata da Ariel Rathaus. 

## Premi e riconoscimenti
- Premio Brenner, 1967
- Premio Bialik, 1987
- Premio del Primo Ministro di Israele, 1994 e 2005
- Premio Israele, 1998
- Laurea honoris causa in filosofia dall'Università di Haifa, 2000